# Karriella treenensis
Karriella treenensis là một loài nhện trong họ Stiphidiidae.
Loài này thuộc chi Karriella. Karriella treenensis được M.R. Gray & H. M. Smith miêu tả năm 2008.